# Liste der Baudenkmäler in Coburg/U
Dieser Teil der Liste der Denkmäler in Coburg beschreibt die denkmalgeschützten Objekte in folgenden Coburger Straßen und Plätzen:
- Uferstraße
- Untere Anlage
- Untere Klinge
- Untere Realschulstraße
- Untere Salvatorgasse
- Unterer Bürglaß

## Uferstraße
| Adresse Bezeichnung Akten-Nr.                           | Beschreibung | Foto |
| ------------------------------------------------------- | --- | ---- |
| Uferstraße (Lage)                                       | Die Uferstraße entstand 1909 im Rahmen der Itzbegradigung. Als Hochwasserschutzmaßnahme wurden nach Plänen des Stadtbaumeisters Max Böhme entlang von Mühldamm und Uferstraße Ufermauern errichtet, wobei die östliche Ufermauer Jugendstilformen aufweist. |      |
| Uferstraße 4 (Standort) Alte Heizzentrale D-4-63-000-52 | Markant ist auf dem der Gelände der SÜC die alte Heizzentrale des Gaswerkes, die unter anderem 1907 nach Planungen von Max Böhme umgebaut wurde. 1957 wurde in die Stahlbetonkonstruktion ein neues Heizkraftwerk eingebaut. Die westliche Eingangswand des hohen Mansarddachbaus weist seit 1907 einen großen gebrochenen Giebel mit einem Mohrenkopfrelief von Karl Oehrlein auf. In Ziegelbauweise ausgeführt ist die Fassade durch Lisenen, verputzte Felder und hohe Segmentbogenfenster strukturiert. Das zweigeschossige Gebäude vor der Heizzentrale dient als Kantine und beherbergte früher die Kohlenbunker und Pumpenräume. siehe auch Schillerplatz 1 und 3 und Bamberger Straße 2 |      |

## Untere Anlage
| Adresse Bezeichnung Akten-Nr.                                                                              | Beschreibung | Foto |
| --- | --- | ---- |
| Untere Anlage (Lage)                                                                                       | Die Untere Anlage ist eine Grünanlage, die südlich der Ehrenburg im Verlauf des ehemaligen Stadtgrabens liegt. Sie wurde 1834 anstelle des Stadtgrabens als Spazierweg errichtet und besteht aus drei Abschnitten. Dies ist der nördliche Teil zwischen Steingasse und Bärenturm. Nach dem Bärenturm teilt sich die Untere Anlage. Der eine Ast führt entlang der Zwingermauer nach Westen Richtung Albertsplatz. Der andere Teil folgt der Nordmauer des Salvatorfriedhofs weiter Richtung Süden zur Casimirstraße. Als beliebter Spazierweg des Bürgertums hieß die Anlage im Volksmund auch „Philosophengang“. |      |
| Untere Anlage (Standort) Keller D-4-63-000-978                                                             | Am südlichen Ende der Anlage sind in Richtung Osten in die Obere Anlage (Alexandrinenstraße 1; Marienstraße 2) gebaute Felsenkeller vorhanden. Der Keller gegenüber dem Lichtensteinturm stammt wohl aus dem Jahr 1835 und besitzt ein einfaches Sandsteinportal mit Stahlblechtür. |      |
| Untere Anlage (Standort) Östliche Stadtmauer D-4-63-000-539                                                | Die der südlichen Stadtmauer vorgelagerte Sicherung, die Zwingermauer führt von der Ketschengasse, wo das Innere Ketschentor stand, nach Osten zum Bärenturm. Sie stammt aus der zweiten Hälfte des 13. Jahrhunderts. Die Zwingermauer hat noch teilweise bis zu acht Quaderschichten und wird durch Böschungspfeiler, teilweise mit aufgesetzten Gartenpavillons, sowie zwei Halbturmstümpfe ehemaliger Bestreichtürme gestützt. |      |
| Untere Anlage (Standort) Ummauerung der Ketschenvorstadt D-4-63-000-539                                    | Die östliche Ummauerung des Salvatorfriedhof war seit dem ausgehenden 15. Jahrhundert Stadtmauer zur Ketschendorfer Vorstadt. Nach dem Rückbau der Befestigungsanlagen entstand in diesem Abschnitt der Unteren Anlage bis 1834 ein Promenadenweg. Es folgte 1859 das Schließen des Stadtgrabens und 1860 ließ der herzogliche Bauinspektor Jacob Lindner die Mauer im Auftrag des Herzogs Ernst II. in eine neugotische Dekorationsmauer mit Zinnen und Schießscharten sowie verdachten Pfeilern an den Höhensprüngen umbauen. |      |
| Untere Anlage (Standort) Denkmal für die durchgeführte Umwandlung der Wallgräben zu Anlagen D-4-63-000-891 | Den Gedenkstein an die ab 1798 durchgeführte Schleifung der Stadtmauern, Verfüllung der Wallgräben und Errichtung einer Grünanlage erstellte im Auftrag des Coburger Magistrats 1832 der Bildhauer Leitner. Anlass war das 25. Regierungsjubiläum Herzog Ernsts I. Das klassizistisch gestaltete Denkmal stand bis 1961 am Ernstplatz. Es hat einen quadratischen Inschriftsockel mit urnenförmigen Eckdekorationen. Über zwei Stufen steht ein würfelförmiger Aufsatzblock, der an den verdachten Seiten die mit Lorbeer umkränzten Wappen der Herzöge Franz Friedrich Anton und Ernst I. zeigt. |      |
| Untere Anlage (Standort) Denkmal für Schulrat Friedrich Theodor Heckenhayn D-4-63-000-892                  | Das am 22. September 1906 eingeweihte Denkmal erinnert an den ein Jahr zuvor verstorbenen Schulrat Friedrich Theodor Heckenhayn (1828–1905). Das Reliefbildnis auf einem Felssockel aus Kalkstein stammt vom Hofbildhauer Carl Oehrlein. Der Theologe und Pädagoge Heckenhayn war ab 1866 Direktor der städtischen Schulanstalten und ab 1875 Schulinspektor für das Herzogtum. Heckenhayn reformierte das Coburger Volksschulwesen durch die Einführung von Lehrplänen, einer Schulordnung und eines Schulgesetzes mit einer Trennung von Kirche und Schule. |      |
| Untere Anlage 1 (Standort) Ehem. Alexandrinenschule, Gymnasium Albertinum D-4-63-000-540                   | Das Schulgebäude, eine viergeschossige Zweiflügelanlage, wurde im Jahr 1902 nach Plänen des Leipziger Architekten Alfred Ludwig für die Alexandrinenschule gebaut. 1966 folgte der Neubau einer Turnhalle und 1981 Turnhallennebenräume sowie ein Fachklassentrakt. Zwischen 2006 und 2007 kam der Anbau mit einem Multifunktionsraum, der insbesondere als Mensa und Probenraum für die Theatergruppe dienen soll, hinzu. |      |
| Untere Anlage 2 (Standort) Bärenturm D-4-63-000-541                                                        | Der Bärenturm stammt im Kern aus dem 13./14. Jahrhundert und war Teil der Stadtbefestigung. Nach der Errichtung einer Holzbrücke über den Stadtgraben im Jahr 1822 wurden zeitweise im Untergeschoss des Turms zwei Bären gehalten, worauf sich der Name des Bauwerks zurückführen lässt. 1843 ließ sich der Geheime Konsistorialrat Christoph Florschütz aus dem Turm mit neuen Anbauten sein Wohnhaus errichten. Die Flügelbauten wurden als zweigeschossige Fachwerkkonstruktionen mit Satteldächern auf geschosshohen Sandsteinsockeln gebaut. In den folgenden Jahrhunderten erfuhr das Anwesen mehrfache Umbauten. 1970 wurde ein Zeltdach auf eine mit einem Fensterband erhöhte Traufe gesetzt. Die Außenwände des viereckigen Turms bestehen aus behauenen Sandsteinquadern und weisen in den Fensterformen und Balkongittern neugotisches Dekor auf. |      |

## Untere Klinge
| Adresse Bezeichnung Akten-Nr.                    | Beschreibung | Foto |
| ------------------------------------------------ | --- | ---- |
| Untere Klinge (Lage)                             | Die Untere Klinge beginnt an der nördlichen Allee und führt auf den Festungsberg bis zur Bergstraße. Die Häuser sind in der Straße in der Regel auf einzelne Erhebungen gebaut. Der Namen kann aus dem mittelhochdeutschen Wort „Klinge“ für Talschlucht hergeleitet werden. |      |
| Untere Klinge 2 (Standort) Villa D-4-63-000-542  | Die neuklassizistische Villa entstand 1871 nach Plänen von Hans Rothbart für den herzoglichen Rat Carl Langbein. 1880 folgte eine Erweiterung durch den Anbau an der Nordwestecke und eine Verlegung des Eingangs. 1895 wurde das Gebäude mit einer Veranda im Erdgeschoss und Terrasse im Obergeschoss ergänzt. Das zweigeschossige Haus ist durch allseitig angeordnete zweiachsige Eckrisalite mit Mansarddach gegliedert. Die Geschosse sind durch ein Bandgesims getrennt, die Obergeschossfenster besitzen Sturzprofile. |      |
| Untere Klinge 2a (Standort) Villa D-4-63-000-972 | Die zweigeschossige Villa entstand von 1924 bis 1925 nach Plänen des Erfurter Architekten Max Brockert für den Möbelfabrikanten Wilhelm Hoffmeister. Es ist ein zweigeschossiger, im Heimatstil gestalteter Walmdachbau mit rustizierten Sandsteingliederungen. |      |
| Untere Klinge 3 (Standort) Villa D-4-63-000-543  | Die neuklassizistische Villa errichtete 1876 Georg Meyer für den Dresdner Privatier von Lyskowski. Das traufständige, zweigeschossige Haus weist in der Straßenfassade neun Achsen auf, gegliedert durch einen Mittelrisalit und einen davor gesetzten dreiseitigen Erker. Im Giebel ist ein Zwerchhaus mit einer Wappenkartusche angeordnet. Das Erdgeschoss, sockelartig ausgebildet, besteht aus unverputztem Quadermauerwerk.                                                                                              |      |
| Untere Klinge 10 (Standort) Villa D-4-63-000-544 | Die Villa im barockisierenden Heimatstil errichtete 1913 die Baufirma Brockardt. Der Backsteinbau mit winkelförmigen Grundriss steht in Hanglage und hat ein Mansarddach mit Zwerchhaus. |      |

## Untere Realschulstraße
| Adresse Bezeichnung Akten-Nr.                                                             | Beschreibung | Foto |
| ----------------------------------------------------------------------------------------- | --- | ---- |
| Untere Realschulstraße (Lage)                                                             | Die Untere Realschulstraße verbindet das Steintor mit dem Glockenberg. Sie wurde nach der ehemaligen Realschule, dem heutigen Gymnasium Ernestinum benannt. |      |
| Untere Realschulstraße 2 (Standort) Ehem. Realschule, Gymnasium Ernestinum D-4-63-000-547 | Das alte Schulhaus des Gymnasiums Ernestinum entstand 1875 nach Plänen des Coburger Hofbaurats Carl Friedrich Wilhelm Streib. Es ist eine dreigeschossige Dreiflügelanlage. Der neugotische Quaderbau weist einen siebenachsigen Hauptbau, der beidseitig von dreiachsigen Treppengiebelrisaliten begrenzt wird, auf. In Fassadenmitte des Satteldachbaus befindet sich im Erdgeschoss das spitzbogige Eingangsportal, oben begrenzt von einem Zinnenaufsatz, das in einem zweiachsigen Mittelrisalit angeordnet ist. Dieser besitzt beidseitig durchlaufende Lisenen und wird oben von einem Uhrengiebel abgeschlossen. |      |

## Untere Salvatorgasse
| Adresse Bezeichnung Akten-Nr.                                                              | Beschreibung | Foto |
| ------------------------------------------------------------------------------------------ | --- | ---- |
| Untere Salvatorgasse (Lage)                                                                | Die Untere Salvatorgasse führt von der Ketschengasse zur Salvatorkirche, wobei sie auf den Altar ausgerichtet ist. Sie wurde bis 1875 Freudengasse genannt, im Gegensatz zur parallel verlaufenden, nördlichen Oberen Salvatorgasse, die Totengasse hieß. Ursprünglich war es eine Sackgasse. Nach dem Abbruch eines Hauses in der Oberen Salvatorgasse folgte die Verbindung als Ringgasse. |      |
| Untere Salvatorgasse 6 (Standort) Evang.-Luth. Friedhofskirche St. Salvator D-4-63-000-548 | Die spätgotische Saalkirche, 1660 bis 1662 errichtet, besitzt einen dreiseitig geschlossenen Chor. Die Nordseite weist eine zweiläufige Außentreppen aus Holz zur Empore auf. Darunter ist der Haupteingang mit einem breiten, zweiflügeligen Spitzbogenportal angeordnet. Ursprünglich hatte die Saalkirche ein Tonnengewölbe und eine Wandbemalung mit Vorhangmotiven. Bei den letzten Baumaßnahmen in den Jahren 1961 bis 1963 erfuhr die Kirche im Innern eine größere Umgestaltung. Es wurde eine neue Orgelempore, ein neuer Altar und eine halbhohe Altarwand bestehend aus einem farbigen Glasmosaik des Coburger Bildhauers Köhler mit Darstellungen der Grabtragung Christi, des Kreuzes und der Erscheinung des Auferstandenen eingebaut. |      |

## Unterer Bürglaß
| Adresse                | Beschreibung | Foto |
| ---------------------- | --- | ---- |
| Unterer Bürglaß (Lage) | Der Untere Bürglaß, eine dicht bebaute Straße mit platzartigem Charakter, verbindet den Oberen Bürglaß mit dem Steinweg. Seit 1875 wird zwischen Unteren und Oberen Bürglaß unterschieden. Die Bezeichnung könnte aus dem mittelhochdeutschen Wort „burclite“ für Abhang eines Burgberges stammen. Markant ist eine dreigeschossige, traufseitige Bebauung, meist aus dem 19. Jahrhundert. Älteren Ursprungs ist z. B. das Giebelhaus Unterer Bürglaß 5/7. |      |

| Adresse Bezeichnung Akten-Nr.                                        | Beschreibung | Foto |
| -------------------------------------------------------------------- | --- | ---- |
| Unterer Bürglaß 5/7 (Standort) Doppelwohnhaus D-4-63-000-545         | Das Gebäude besteht aus zwei zweigeschossigen, spätmittelalterlichen Häusern, die unter einem gemeinsamen, hohen Satteldach angeordnet sind. Haus Nr. 7 wurde 1870 im Erdgeschoss für den Schreinermeister Solcher unter anderem mit der Verlegung der Treppe und des Flures auf die rechte Hausseite, umfassend umgebaut. 1883 folgte noch die Umgestaltung durch den Einbau eines Ladens im Erdgeschoss. Beide Gebäudehälften weisen eine eigene Erschließung mit rechts angeordneten Fluren auf. Die Giebelfassade besitzt im ersten Obergeschoss acht und im Dachgeschoss unten sechs gerahmte Fenster. |      |
| Unterer Bürglaß 6 (Standort) Wohn- und Geschäftshaus D-4-63-000-793  | Das dreigeschossige Wohn- und Geschäftshaus besteht in seinem Kern aus einem unterkellerten zweigeschossigen Gebäude, das vor 1730 errichtet wurde. Gegen 1800 erfolgte durch die Lebküchnerfamilie Ulmer ein Umbau, der unter anderem eine Aufstockung um ein Geschoss umfasste. Seitdem weist das Haus oberhalb einer fünfachsigen Fassade ein traufständiges Mansarddach auf. 1904 baute Max Frommann für den Lebküchner Georg Dorn im Erdgeschoss einen Laden ein, neben dem auf der linken Seite ein Rundbogentor angeordnet ist. Die Fassade im Erdgeschoss ist komplett gemauert und in den Obergeschossen eine ausgemauerte, verputzte Fachwerkkonstruktion. Drei Hausgauben schließen die Fassade oben ab. |      |
| Unterer Bürglaß 12 (Standort) Wohn- und Geschäftshaus D-4-63-000-546 | Das dreigeschossige Wohn- und Geschäftshaus besteht in seinem Kern aus einem unterkellerten zweigeschossigen Gebäude, das vor 1730 errichtet wurde. 1854 folgte für den Glasermeister Georg Heinrich Schell ein Umbau, der unter anderem eine Aufstockung und die Drehung des Daches umfasste. 1889 wurde im Erdgeschoss anstelle einer Werkstatt ein Laden eingebaut, der 1995 bis ins erste Obergeschoss vergrößert wurde. 1911 folgte der Ausbau des Dachgeschosses. Das dreiachsige Mansarddachhaus weist in der barockisierenden Putzfassade der Obergeschosse vier Pilaster auf. Oberhalb der Traufe mit engem Konsolgesims ist ein zweiachsiges Zwerchhaus mit einem Dreiecksgiebel angeordnet.              |      |